# Чичевски манастир
Чичевският манастир „Свети Архангел Михаил“ (на македонска литературна норма: Чичевски манастир) е православен манастир в землището на село Горно Чичево, в областта Клепа в централната част на Северна Македония, на 16 km южно от Велес. Част е от Повардарската епархия на Македонската православна църква.

## История
Според данни от Слепченския поменик манастирът „Свети Архангел“ „над Чичево“ е съществувал в последните десетилетия на ХVІ век. В поменика фигурира името на йеромонах Евтимий.
Според летописа му манастирът е основан като малка църквичка в периода от 1695 до 1705 година от калугера Михаил с помощта на велешкия Аго бег. Годината на издигане се потвърждава и от печата на манастира с името на Свети Архангел и образа на Архангел Михаил, около чиято дръжка е гравирана и годината 1705. Майстор на печата и автор на надписа е Симон Костадинов. Във втората половина на XIX век старата манастирска църква е обновена от братята Яков Зографски и Янко Георгиев и зографисана в 1861 година от зографа Кръсте и така добива денешния си облик. Тогава манастирът се сдобива с нова куполна църква и голяма висока камбанария край нея. Автор на храма е големият строител Андрей Дамянов.
- Интериор на католикона
- Иконостасът
- Стенопис
- Стенопис
- Проскинитарий